# Jürgen Evers (Chemiker)
Jürgen Evers (* 18. August 1941 in Dortmund) ist ein deutscher Chemiker.

## Leben
Nach der Mittleren Reife 1958 absolvierte Evers von 1958 bis 1961 eine Chemielaboranten-Lehre bei der Dortmund-Hörder Hüttenunion. Nach dem Abendgymnasium Dortmund (1962–1966) und der Reifeprüfung 1966 studierte er von 1967 bis 1968 Chemie an der FU Berlin (Vordiplom 1968) und von 1968 bis 1971 an der LMU München (Diplom 1971). Nach der Promotion 1974 an der LMU München bei Armin Weiß („Synthese und Charakterisierung hochreiner Erdakali-Silicide und -Germanide“) war er bis 1975 akademischer Gast am Laboratorium für Festkörperphyik der ETH Zürich in der Arbeitsgruppe Busch/Kaldis. 1982 folgte die Habilitation bei Armin Weiß („Hochdruck-Hochtemperatur-Untersuchungen an Disiliciden und Digermaniden der reaktiven zweiwertigen Metalle Ca, Eu, Sr, Ba“). 1984 wurde er Heisenberg-Stipendiat, 1987 Privatdozent und 1994 außerplanmäßiger Professor. 1997 war Gastdozent an der Cornell University bei Roald Hoffmann in Ithaca, NY.

## Forschungen
Bei den Reinst-Metall-Untersuchungen gelang ihm durch Ultrahochvakuum(UHV)-Destillation die Herstellung der bis dato reinsten Erdalkali-Metalle, die durch „Inductive Coupled Plasma (ICP)-Analysen“ und Restwiderstandsmessungen charakterisiert wurden. Von reinstem Barium wurde ein dünner Faden im UHV in eine Röntgenkapillare gepresst und die Präzisionsgitterkonstant bestimmt. Bei Hochdruck-Untersuchungen bis 40 000 bar an der Belt-Apparatur wurde Lithium-Monosilicid (LiSi) erstmals synthetisiert und die Struktur bestimmt. In Zusammenarbeit mit Roald Hoffmann gelang es an vierbindigen Raumnetzen mit TiNiSi-Struktur die Bindungssituation über eine Analogie zu Cyclobutan quantenchemisch zu deuten. Bei Untersuchungen in der Diamant-Stempelzelle bis 500 000 bar wurden in Siliciumdisulfid (SiS2) die SiS4-Tetraeder in SiS6-Oktaeder umgewandelt analog zur Entstehung von oktaedrischem Stishovit aus tetraedrischem Quarz (SiO2) beim Meteoriteneinschlag vor 14,6 Millionen Jahren im Nördlinger Ries. 60 Jahre nach Zintls grundlegenden Forschungen wurde in der Diamant-Stempel-Zelle mit KTl bei 45 000 bar die erste weitere Phase im NaTl-Typ synthetisiert. Nach dem Czochralski-Verfahren wird auf der Welt der größte Teil der Silicium-Wafer hergestellt, die für die Computer- und Informationstechnologie unabdingbar sind. Hier wurden durch eigene historische Recherchen die Umstände der Jahrhundert-Entdeckung von 1916 von Jan Czochralski im AEG-Kabelwerk Oberspree in Berlin-Oberschöneweide weiter aufgeklärt. Bei den energetischen Materialien wurden in Zusammenarbeit mit T. M. Klapötke die Strukturen von Stickstoffwasserstoffsäure (HN3) und von Isocyansäure (HNCO) bestimmt. Nebenbei verblieb noch Zeit zu untersuchen, wie das wertvollste Kleinod der Münchner Schatzkammer, der Wittelsbacher Diamant, abhandenkommen konnte. Weltweit ist jetzt durch eigene Nachforschungen bekannt gemacht, dass die kürzlich verstorbene österreichische Milliardärin Heidi Horten die geheimnisvolle Besitzerin des großen blauen Diamanten von 1966 bis 2008 war und der Emir von Qatar der neue Besitzer des ehemals wertvollsten deutschen Edelsteins seit 2011 ist.

## Schriften (Auswahl)
- Synthese und Charakterisierung hochreiner Erdalkali-Silicide und -Germanide. 1974, OCLC 251411858.
- Hochdruck-Hochtemperatur-Untersuchungen an Disiliciden und Digermaniden der reaktiven zweiwertigen Metalle Calcium, Europium, Strontium und Barium. 1981, OCLC 633616607.